# Ulysse von Salis-Marschlins
Ulysse von Salis-Marschlins, né le 25 août 1728 et mort le 6 octobre 1800 est un homme politique suisse 
Il remplit d'importants emplois dans la république des Grisons. Il fit arrêter en 1792 Sémonville, ambassadeur de France, et le livra aux Autrichiens. Quand la France fut maîtresse de la Suisse, il prit la fuite et fut condamné à mort par contumace. 
Il se retira à Vienne. 

## Œuvres
On a de lui, entre autres ouvrages : 
- Fragments de l'histoire politique de la Valteline, 1792;
- Archives historico-statistiques pour les Grisons, 1799.

## Source
Cet article comprend des extraits du Dictionnaire Bouillet. Il est possible de supprimer cette indication, si le texte reflète le savoir actuel sur ce thème, si les sources sont citées, s'il satisfait aux exigences linguistiques actuelles et s'il ne contient pas de propos qui vont à l'encontre des règles de neutralité de Wikipédia.
- VIAF
- ISNI
- LCCN
- GND
- Espagne
- Pays-Bas
- Tchéquie
- WorldCat